# 阮曰葱
阮曰葱（越南语：／；1872年—？年），越南阮朝官員。

## 生平
阮曰葱是承天府香水縣野犁總野犁社（今屬承天順化省香水市社水芳社野犁村）人，嗣德二十五年（1872年）出生。成泰十二年（1900年），阮曰葱參加承天場鄉試，考中舉人。次年（1901年），阮曰葱庭試考中進士。後任吏部侍郎。